# Mandevilla brachyloba
Mandevilla brachyloba är en oleanderväxtart som först beskrevs av Müll. Arg., och fick sitt nu gällande namn av Julius Heinrich Karl Schumann. Mandevilla brachyloba ingår i släktet Mandevilla och familjen oleanderväxter. Inga underarter finns listade i Catalogue of Life.